# Christian Coleman
Christian Coleman (* 6. März 1996 in Atlanta, Georgia) ist ein US-amerikanischer Sprinter, der 2019 Weltmeister über 100 Meter wurde.

## Sportliche Laufbahn
2016 wurde Christian Coleman Sechster bei den Trials für die Olympischen Spiele in Rio de Janeiro und verpasste somit eine Einzelteilnahme. Er wurde aber für die Staffel nominiert und verhalf den Amerikanern zum Finaleinzug mit der 4-mal-100-Meter-Staffel. 2017 wurde Coleman amerikanischer Collegemeister und lief bei den Meisterschaften im Halbfinale eine Weltjahresbestzeit von 9,82 s. Zudem wurde er in der Halle Doppelmeister über 60 und 200 Meter.

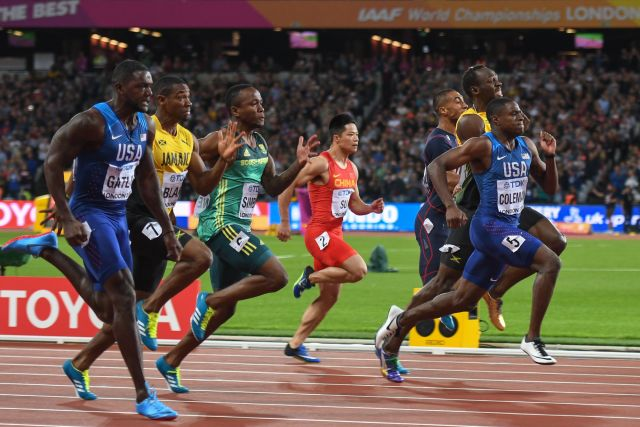
Coleman (rechts) im 100-Meter-Finale der Weltmeisterschaften 2017

Am 16. Juni 2017 unterzeichnete er einen Profivertrag mit Nike und verzichtete auf ein weiteres Jahr an der University of Tennessee. Bei den US-amerikanischen Meisterschaften in Sacramento belegte er sowohl über 100 als auch 200 Meter den zweiten Platz, entschied sich aber, bei den Weltmeisterschaften nur über 100 Meter und mit der Staffel an den Start zu gehen. Bei den Weltmeisterschaften 2017 in London gewann er über 100 Meter die Silbermedaille hinter seinem Landsmann Justin Gatlin, dem er sich auch bei den Trials geschlagen geben musste, und vor Usain Bolt.
Am 19. Februar 2018 lief Coleman bei den US-Hallenmeisterschaften in Albuquerque, New Mexico die 60-Meter-Distanz in 6,34 s und verbesserte damit den 20 Jahre alten Hallenweltrekord von Maurice Greene um fünf Hundertstelsekunden. Schon am 19. Januar 2018 war Coleman beim Clemson Invitational in 6,37 s unter dem alten Weltrekord von Greene geblieben, der Lauf war aber von der IAAF nicht als Weltrekord anerkannt worden, da beim Meeting keine elektronischen Startblöcke verwendet worden waren.

Bei den Hallenweltmeisterschaften in Birmingham gewann er kurz darauf mit neuem Meisterschaftsrekord von 6,37 s die Goldmedaille über 60 Meter. In der Freiluftsaison bestritt Coleman nur wenige Wettkämpfe, infolge einer Oberschenkelverletzung sagte er im Juni und Juli die Diamond-League-Meetings in Paris, Lausanne und London ab. Dennoch konnte er sich für das 100-Meter-Finale der Diamond League in Brüssel qualifizieren. Dort siegte er mit einer Weltjahresbestzeit und neuer persönlicher Bestleistung von 9,79 s und gewann das Preisgeld von 50.000 US-Dollar.
2019 verlor er beim Saisoneinstieg in Shanghai mit 9,86 s knapp gegen seinen Landsmann Noah Lyles. Bei darauf folgenden Siegen in Oslo und in Palo Alto verbesserte er die Weltjahresbestleistung auf 9,85 s und 9,81 s. Über die 200-Meter-Distanz blieb er in zwei Rennen in Ostrava und Székesfehérvár unter 20 Sekunden. Ende Juli siegte er in Abwesenheit des amtierenden Weltmeisters Gatlin und des sich auf 200 Meter konzentrierenden Lyles bei den US-Meisterschaften souverän in 9,99 s. Über 200 Meter gewann er hinter Noah Lyles mit 20,02 s die Silbermedaille. Bei den Weltmeisterschaften in Doha konnte er mit neuer persönlicher Bestzeit von 9,76 s im Finale über 100 Meter die Goldmedaille gewinnen.

### Doping
Am 22. August 2019 berichtete die britische Zeitung Daily Mail, Coleman habe innerhalb von zwölf Monaten drei Dopingkontrollen verpasst, was eine Sperre von bis zu zwei Jahren zur Folge haben könne.
Am 24. August gab die US-amerikanische Anti-Doping-Agentur (USADA) eine Erklärung ab, in der die Ermittlungen bestätigt wurden und eine Anhörung Colemans für den 4. September angekündigt wurde. Es gehe um drei verpasste Tests binnen eines Jahres, bei denen Coleman jeweils seinen Aufenthaltsort nicht so wie erforderlich angegeben habe. Für zwei der drei fraglichen Tests seien die Kontrolleure der USADA zuständig gewesen, für den dritten die unabhängige Integritätskommission (AIU) des Leichtathletikweltverbands. Coleman bestritt in einer eigenen Stellungnahme einen derartigen Verstoß.

Am 2. September stellte die USADA das Verfahren mit Einverständnis der WADA ein, nachdem Coleman sich erfolgreich gegen die Datierung einer der drei Kontrollen gewandt hatte. Ein Formfehler hatte zu dem Freispruch geführt, da Art. 2.4 des Welt-Anti-Doping-Codes die Möglichkeit einer Sperre nur vorsieht, wenn drei sogenannte Whereabout Failures – die bei verpassten Tests, aber auch bei ungenügenden Aufenthaltsinformationen gegeben sind – innerhalb von zwölf Monaten vorliegen. Das erste der in Frage stehenden Vergehen wurde aber auf den 1. April 2018 als ersten Tag des zweiten Quartals, bis zu dem Coleman vollständige Aufenthaltsangaben hätten machen müssen, korrigiert statt dem 6. Juli 2018, an dem der Test verpasst wurde, und liegt damit mehr als ein Jahr vor dem dritten Test vom 26. April 2019.
Am 27. Oktober 2020 wurde Coleman wegen dreier verpasster Dopingtests von der AIU rückwirkend seit dem 14. Mai 2020 für zwei Jahre gesperrt. Einen Tag später kündigte sein Manager an, dass Coleman Berufung beim Internationalen Sportgerichtshof (CAS) einlegen werde, was dieser in einer Pressemitteilung vom 26. November 2020 bestätigte. Vom CAS wurde die Sperre zwar von zwei Jahren auf 18 Monate bis zum 13. November 2021 verkürzt, aber weiterhin durfte Coleman bei den Olympischen Spielen 2020 in Tokio vom 23. Juli bis 8. August 2021 nicht an den Start gehen. Seine Disqualifikation gilt seit dem 9. Dezember 2019.

## Bestleistungen
(Stand: 7. Juni 2021)
Halle
- 60 Meter: 6,34 s, Albuquerque, 18. Februar 2018
- 200 Meter: 20,11 s, College Station, 11. März 2017

Freiluft
- 100 Meter: 9,76 s (+0,6 m/s), Doha, 28. September 2019
- 200 Meter: 19,85 s (−0,5 m/s), Lexington, 27. Mai 2017
- 4 × 100 Meter: 37,10 s, Doha, 5. Oktober 2019

## Auszeichnungen
- The Bowerman (2017)[19]